# Milícia Naval de Nova York
La Milícia Naval de Nova York és la milícia naval de l'estat de Nova York i està sota l'autoritat del governador de Nova York com a comandant en cap de les forces militars de l'estat. Amb la Guàrdia Nacional de Nova York, la Guàrdia Nacional de l'Exèrcit de Nova York i la Guàrdia Aèria Nacional de Nova York, està sota el control de la Divisió Estatal d'Assumptes Militars i Navals de Nova York i l'Ajudant General de Nova York. A partir de juny de 2017, la Milícia Naval de Nova York té més de 2.900 membres, més del 95% dels quals també són membres de la Reserva Naval dels EUA, de la Reserva del cos de Marines dels EUA o de la Reserva de la Guàrdia Costanera dels Estats Units.

## Història
La Milícia Naval de Nova York es va organitzar com a Batalló Naval Provisional el 1889 i es va formar formalment en el servei estatal com a Primer Batalló, Artilleria de la Reserva Naval, el 23 de juny de 1891. Un any més tard, la Milícia Naval de Nova York va ser cridada a l'obligació activa de protegir passatgers de vaixells de vapor durant la quarantena de còlera de 1892 a Fire Island
Després de l'enfonsament de l'USS Maine, la Milícia Naval de Nova York va enviar cinc divisions del seu 1r Batalló per lluitar en la Guerra hispano-estatunidenca. Els milicians navals de Nova York van contractar dos creuers auxiliars que van lluitar en la batalla de Santiago de Cuba i també van realitzar patrulles del port de Nova York.
La Milícia Naval de Nova York va ser activada durant la Primera Guerra Mundial i la Segona Guerra Mundial, així com la Guerra de Corea.
El 1996, la Milícia Naval de Nova York va ser mobilitzada després de l'accident del TWA Flight 800 de Long Island.
El 1997, es va signar un memoràndum d'entesa entre la Milícia Naval de Nova York i la Guàrdia Costanera dels Estats Units, que va permetre als reservistes de la Guàrdia Costera entrar a la Milícia Naval de Nova York. Això va ser formalitzat per un canvi en la llei de Nova York el 1998, que va permetre que fins al cinc per cent de la Milícia Naval de Nova York fos voluntària qualificada que no era reservista.
El 2001, l'estat de Nova York va crear el Servei d'Embarcacions Militars Militars de l'Estat de Nova York (MEBS) en un intent d'enfortir els esforços de seguretat nacional i es va construir una flota de vaixells de patrulla d'alta velocitat completament d'alumini per a aquesta unitat.
Després dels atacs de l'11 de setembre, es va cridar a la Milícia Naval de Nova York per ajudar en els esforços de recuperació.
En els últims anys, la Milícia Naval de Nova York s'ha mobilitzat en resposta als huracans Irene (2011) i Sandy (2012), la significativa tempesta de neu de Buffalo de desembre de 2014 i la inundació del llac Ontario del 2017.

## Missió
La missió de la Milícia Naval de Nova York és proporcionar una força naval entrenada i equipada per augmentar les forces de la Guàrdia Nacional de Nova York durant les operacions de suport militar a les operacions de l'Autoritat Civil.